# Verbivți, Șepetivka
Verbivți (în ucraineană Вербівці) este localitatea de reședință a comunei Verbivți din raionul Șepetivka, regiunea Hmelnîțkîi, Ucraina.

## Demografie
Componența lingvistică a localității Verbivți
     Ucraineană (97,26%)
     Rusă (2,49%)
     Alte limbi (0,24%)
Conform recensământului din 2001, majoritatea populației localității Verbivți era vorbitoare de ucraineană (97,26%), existând în minoritate și vorbitori de rusă (2,49%).